# NGC 2178
NGC 2178 is een elliptisch sterrenstelsel in het sterrenbeeld Schilder. Het hemelobject werd op 31 januari 1835 ontdekt door de Britse astronoom John Herschel.

## Synoniemen
- ESO 86-53
- PGC 18322